# مگس‌گیر ابلق اطلسی
مگس‌گیر ابلق اطلسی یا مگس‌گیر اطلسی (نام علمی: Ficedula speculigera) پرنده‌ای از تیرهٔ مگس‌گیران جهان قدیم، یکی از چهار گونه مگس‌گیرهای سیاه و سفید دیرین‌شمالگان غربی است. به عنوان یک گونه زادآور در شمال غرب آفریقا بومی است.